# Шлейман, Жан Бенджамин
Жан Бенджамин Шлейман (фр. Jean Benjamin Sleiman OCD ; 30 июня 1946, Галбун, Ливан) — католический прелат, архиепископ багдадский, член монашеского ордена кармелитов.

## Биография
Жан Бенджамин Шлейман родился 30 июня 1946 года в городе Галбун, Ливан.
8 декабря 1973 года был рукоположён в священника.
29 ноября 2000 года Римский папа Иоанн Павел II назначил Жана Бенджамина Шлеймана архиепископом Багдада. 20 января 2001 года Жан Бенджамин Шлейман был рукоположён в епископа.